# Massenhinrichtungen in den Ruinen des Warschauer Ghettos 1943–1944

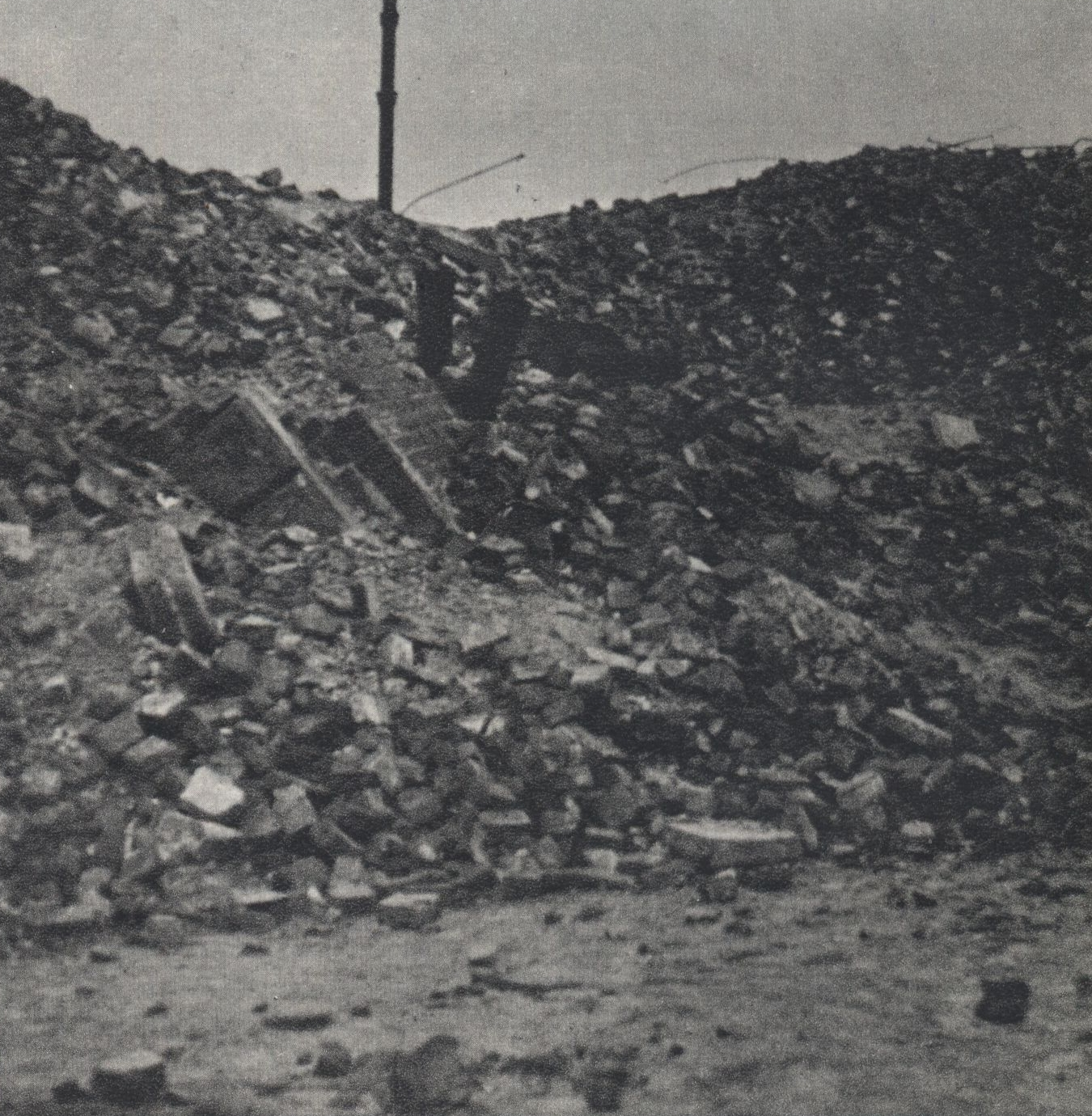
Ruinen des Hauses in der ulica Dzielna 27. In den Jahren 1943–1944 wurden hier Tausende von Pawiak-Häftlingen ermordet.

Die Massenhinrichtungen in den Ruinen des Warschauer Ghettos 1943–1944 waren die Massenexekutionen von polnischen politischen Gefangenen und Personen jüdischer Herkunft, die von den deutschen Besatzern in den Ruinen des Warschauer Ghettos heimlich durchgeführt wurden.
Schon im Sommer 1942 erschossen die Deutschen auf dem Gebiet „des jüdischen Wohnbezirks in Warschau“ die Gefangenen von außerhalb. Diese Morde entwickelten sich aber zu Massenhinrichtungen erst ab Mitte Mai 1943, d. h. nach der Niederschlagung des Aufstandes im Warschauer Ghetto und nach dem Beginn systematischer Zerstörung des jüdischen Viertels. Seitdem dauerte die Vernichtungsaktion in den Ruinen des Ghettos ununterbrochen bis zum Ausbruch des Warschauer Aufstandes im August 1944 an. Insgesamt erschossen die SS-Männer und die deutschen Polizisten mehrere tausend Menschen: darunter die polnischen Geiseln (vor allem Pawiak-Gefangene und während der Straßenrazzien [polnisch: łapanka] verhaftete Stadtbewohner) und auf der „arischen Seite“ verhaftete Juden.

## Geschichte
Warschau wurde im NS-Staat als Zentrum des polnischen Widerstandes gegen die nationalsozialistische „Neuordnung“ betrachtet. Obwohl die ehemalige polnische Hauptstadt im Generalgouvernement zu einer provinziellen Stadt herabgestuft wurde, blieb sie das Zentrum des politischen, intellektuellen und kulturellen Lebens in Polen. Warschau war auch der Sitz des Polnischen Untergrundstaats (Polskie Państwo Podziemne) und der Wirkungsort besonders starker und gut organisierter Strukturen der Widerstandsbewegung. Der Generalgouverneur Hans Frank schrieb am 14. Dezember 1943 in seinem Tagebuch: „Gäbe es Warschau im Generalgouvernement nicht, hätten wir 4/5 Probleme weniger. Warschau ist und wird das Zentrum der Verwirrung bleiben: ein Verbreitungspunkt der Unruhe in diesem Land“.
Von den ersten Tagen der Besatzung Polens setzten die Deutschen brutale Terrormethoden gegen die Warschauer Bürger ein, vor allem gegen die Vertreter der polnischen politischen und intellektuellen Elite, die Juden und alle, die in irgendeiner Weise mit der Widerstandsbewegung verbunden waren. Die Warschauer Gefängnisse, nämlich das Pawiak-Gefängnis, das Untersuchungsgefängnis an der Ulica Daniłowiczowska, das Gefängnis Mokotów (Więzienie Nokotowskie), die Keller vom Sitz der Sicherheitspolizei (Sipo) in der Aleja Szucha, waren voll belegt von Verhafteten. Straßenrazzien, Deportationen in die Konzentrationslager und Massenmorde wurden zum Alltag. Hinrichtungen von politischen Gefangenen aus Warschau führten die Deutschen gewöhnlich geheim durch, an den Orten, die für normale Menschen unzugänglich waren. Dazu gehörten u. a.: die Gärten von Sejm in der Ulica Wiejska, der Kabaty-Wald (Las Kabacki), die sogenannten „Schwedischen Berge“ (Szwedzkie Góry; Erhebungen mit Dünen) im Warschauer Stadtteil Bemowo, der Sękocin-Wald (Las Sękociński) in der Nähe von Magdalenka (Ortschaft in Masowien), Chojnowski-Wald (Lasy Chojnowskie) in der Nähe von Stefanów (Ortschaft in Masowien, in der Nähe von Garwolin), die Ortschaft Laski, die Erhebung Wydmy Łuże und die Ortschaft Wólka Węglowa ausgangs vom Nationalpark Kampinos und, vor allem, der Ort der späteren Gedenkstätte in Palmiry.
Aus der Sicht der Täter verursachten die Hinrichtungen in den Wäldern in der Nähe von Warschau verschiedene logistische Probleme und brachten ein Risiko mit sich. Der unauffällige Transport der Gefangenen aus den Warschauer Gefängnissen in die Hinrichtungsstätten, mehrere Kilometer von Warschau, stellte eine große und zeitaufwendige Herausforderung dar. Auch die Absicherung der Richtstätte vor Zeugen und eventuelle Flucht der Gefangenen war problematisch. Letztendlich konnten die Deutschen nicht sicher sein, ob die hiesige Bevölkerung zufällig oder absichtlich die Massengräber findet.

## Erste Hinrichtungen in den Ghettoruinen

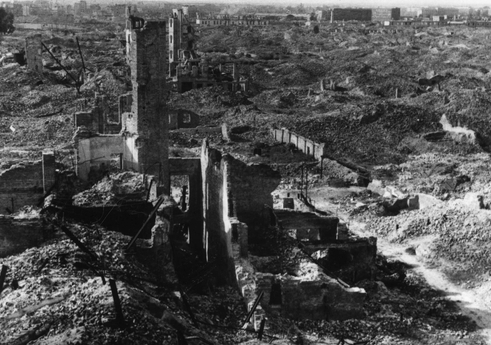
Ruinen des Warschauer Ghettos

Ab Juni 1942 kam es vereinzelt vor, dass kleine Gruppen von mehreren Polen im Warschauer Ghetto (das derzeit völlig von der Stadt abgesondert war) von den Deutschen ermordet wurden. Die Leichen der Ermordeten blieben meistens auf den Straßen des jüdischen Viertels liegen und wurden von den jüdischen Arbeitskräften, die verpflichtet waren, die Leichen gestorbener oder ermordeter Ghettobewohner von den Straßen zu entfernen, gesäubert. Üblicherweise wurden die gefundenen Leichen auf dem jüdischen Friedhof oder auf dem Spielfeld des Sportvereins „Skra“ begraben. Die Hinrichtungen dieser Art fanden vor allem während der Großaktion („die Vertreibung der Juden“) im Ghetto im Sommer 1942 statt, denn aufgrund des allgemeinen Chaos hatten die Deutschen gute Voraussetzungen, Menschen heimlich zu ermorden und die Leichen der Opfer unbemerkt zu entfernen.

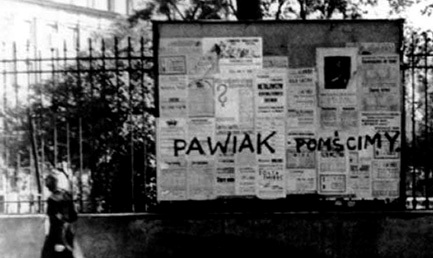
„Pawiak pomścimy“ (deutsch: „Pawiak werden wir rächen“). Die Inschrift wurde von der Pfadfinder-Organisation „Wawer“ auf dem Anschlagbrett am Zaun des Bank-Gospodarstwa-Krajowego-Gartens in der Ulica Bracka aufgehängt.

Im Frühling 1943 schlugen die Deutschen den von der jüdischen Widerstandsbewegung ausgebrachten Aufstand im Warschauer Ghetto nieder und lösten das Ghetto endgültig auf. Das Gelände des ehemaligen „jüdischen Wohnbezirks“ veränderten sie in eine „Stein-Ziegel-Wüste“. Die Gestapoverwaltung in Warschau entschloss sich die Ghettoruinen als Ort für heimliche Hinrichtungen zu nutzen – in diesem Falle Massenhinrichtungen. Der damalige SS- und Polizeiführer für Warschau Jürgen Stroop als SS-Gruppenführer behauptete, dass diese Idee von dem Kommandeur der Sicherheitspolizei und des Sicherheitsdienstes des Reichsführers SS in Warschau Dr. Ludwig Hahn stammt. Als Stroop für seinen Prozess im Mokotów-Gefängnis wartete, erzählte er dann seinem Mitgefangenen aus der Zelle, Kazimierz Moczarski, was Dr. Hahn sagte.
„Doktor Hahn hat ungefähr so gesagt: ‚Nutzen wir die Großaktion auch für die Erledigung der Polen. Viele Juden kamen im Ghetto ums Leben und sie werden hier weiterhin sterben. Überall liegen Leichen und wenn noch ein Tausend Polen dazu kommen, wird niemand etwas überprüfen können‘“, so berichtete Jürgen Stroop.
Aus der Perspektive des Besatzers sprach viel dafür, die Ruinen als Ort der Massenhinrichtungen zu verwenden. Das jüdische Viertel grenzte an das Pawiak-Gefängnis, wo die meisten polnischen politischen Gefangenen inhaftiert waren. Die Ghettomauer und zahlreiche Polizeidienststellen isolierten ganz die „Stein-Ziegel-Wüste“ vom Rest der Stadt. Die Polizeipatrouillen waren ständig auf Jagd nach Juden, die sich in den Ruinen versteckten, was die von hinter der Mauer kommenden Schüsse erklärte. In den Ghettoruinen war es leicht, Leichen zu vergraben oder zu verbrennen. Ab Sommer 1943 bestand auf dem Gebiet des ehemaligen Ghettos (in der Nähe von der Ulica Gęsia) das deutsche Konzentrationslager, das sogenannte Konzentrationslager Warschau. Seine Existenz und sein Personal konnten bei der Durchführung der Hinrichtungen gebraucht werden und die Anlagen (Krematorien) und die Gefangenen, um die Spuren des Verbrechens zu verwischen.
Die erste Hinrichtung der Gefangenen des Pawiak-Gefängnisses wurde am 7. Mai 1943 durchgeführt, also noch vor dem Ende des Aufstandes im Ghetto. Am Tor des Miethauses in der Ulica Dzielna 21 wurden 94 Personen ermordet. Ab Ende Mai 1943 fanden fast jeden Tag Hinrichtungen auf dem ehemaligen Ghettogelände statt. Die Deutschen stoppten die Ermordung in den Wäldern in der Nähe von Warschau und verringerten die Deportationen von den Gefangenen vom Pawiak-Gefängnis und von anderen Warschauer Gefängnissen in Konzentrationslager. Stattdessen wurden die polnischen politischen Gefangenen rasch und massenhaft in den Ruinen des Ghettos ermordet, meistens nur nach einer mehrtägigen Ermittlung oder gar keiner Untersuchung.
Fast jeden Tag gab es auch Hinrichtungen von ungefähr einem Dutzend Juden, die von den Deutschen auf der „arischen Seite“ verhaftet wurden, als auch von Polen, die jüdische Menschen versteckten. Die Namen der Opfer blieben meistens unbekannt, weil die verhafteten Juden im Personenverzeichnis des Pawiak-Gefängnisses nicht eingetragen waren. Nach einigen Stunden oder meistens nach mehreren Tagen in den Todeszellen der VIII-Abteilung des Pawiak-Gefängnisses wurden sie auf dem Ghettogelände erschossen. Nicht selten kamen ganze Familien ums Leben, einschließlich Frauen und Kinder.
Hinrichtungen wurden an verschiedenen Punkten des ehemaligen Ghettos durchgeführt, aber am häufigsten auf dem Grundstück in der ulica Dzielna 25 und 27, im Hof des Hauses in der ulica Nowolipki 29 und im Hof des Hauses in der Ulica Zamenhofa 19. Die Gefangenen aus dem Pawiak-Gefängnis und die aus der Stadt eingelieferten Menschen wurden auf dem Gebiet von KL Warschau erschossen. Die Leichen der Ermordeten verbrannte man meistens auf dem Grundstück in der ulica Gęsia 45 und ulica Pawia 27 oder im KL Warschau (auf den aus den hölzernen Teilen der zerstörten Gebäude gebauten Scheiterhaufen oder im Krematorium). Dies war die Aufgabe der Arbeitskommandos aus jüdischen Ghettohäftlingen.
Die Informationen über deutsche Verbrechen waren von Mitglieder der konspirativen Tätigkeit der Polnischen Heimatarmee (Armia Krajowa) im Pawiak-Gefängnis „nach außen“ nur in Bruchstücken mitgeteilt, so dass es unmöglich ist, die genauen Daten und den Verlauf aller Morde in den Ghettoruinen im Frühling und Sommer 1943 zu bestimmen. Allerdings ist es bekannt, dass in der Regel bei den Hinrichtungen, die fast jeden Tag durchgeführt wurden, mehrere Menschen starben. Es kam aber vereinzelt vor, dass Dutzende oder sogar Hunderte von Polen und Juden in einzelnen Hinrichtungen ums Leben kamen. Unter anderem wurde am 29. Mai 1943 auf dem Gelände des ehemaligen Ghettos ein großes Massaker unter den Gefangenen des Pawiaks angerichtet, bei dem ungefähr 530 Menschen ums Leben kamen. Diese Hinrichtung fand eine starke Resonanz im besetzten Warschau – zu dieser Zeit erschienen die Inschriften „Pawiak werden wir rächen“ („Pawiak pomścimy“) an mehreren Orten in der Stadt. Am 24. Juni 1943 wurden etwa 200 Menschen in einer nächsten großen Hinrichtung auf dem Ghettogebiet getötet. Am 15. Juli 1943 wurden dort 260 bis 300 der aufgrund sogenannter „Hotel-Polski-Affäre“ verhafteten Polen und Juden erschossen. Am nächsten Tag kamen weitere 132 Gefangene des Pawiaks auf dem Ghettogebiet in der ulica Gęsia ums Leben.

## Unter Führung von Franz Kutschera

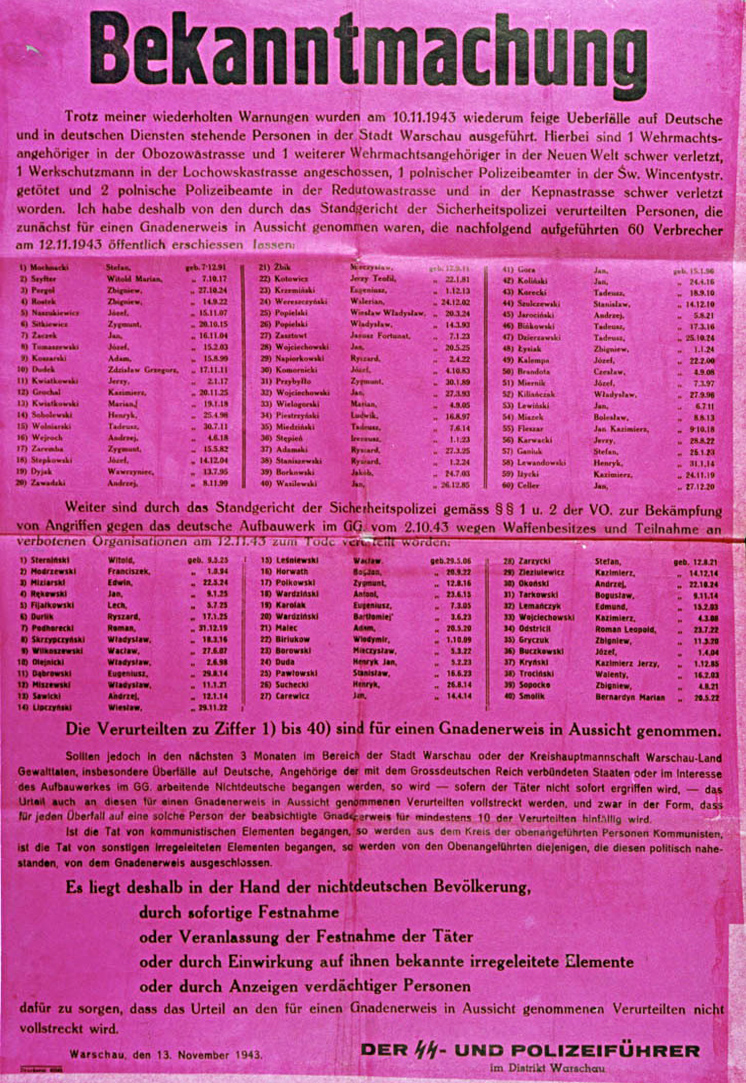
Die Bekanntmachung über die Hinrichtung von 60 Geiseln, sowie die Namen von 40 neuen Geiseln. Warschau, 3. Dezember 1943

Im Oktober 1943 wurden die deutschen Terrormethoden gegen die Warschauer Bürger verschärft. Im gesamten Generalgouvernement bemühten sich die Deutschen verstärkt, die wachsende Widerstandsbewegung in Polen aufzulösen. Am 2. Oktober 1943 wurde die Hans Franks Verordnung „zur Bekämpfung von Angriffen gegen das deutsche Aufbauwerk im Generalgouvernement“ erlassen, die, den von den Besatzern verwendeten Grundsatz der Kollektivverantwortung anerkannte, in dem sie u. a. vorsah, dass „der Anstifter und der Beihelfer ebenso wie ein Täter bestraft wird“ und „die versuchte Tat wird wie eine Tat bestraft“. Die einzige Form der Bestrafung, die in der Verordnung vorgesehen war, war die Todesstrafe.
Die Verstärkung des Okkupationsterrors in Warschau war auch mit der Ernennung von SS-Brigadeführer Franz Kutschera zum SS- und Polizeiführer im Bezirk Warschau verbunden (an der Stelle vom 25. September 1943). Er plädierte für eine harte Linie gegenüber den vom Dritten Reich besetzten Staaten. Durch die Massenhinrichtungen von Geiseln wollte Kutschera jede antideutsche Handlung bestrafen und dadurch Warschau „pazifizieren“. Die Erschießungen sollten jedoch nicht nur in den Ghettoruinen stattfinden, sondern auch öffentlich – auf den Straßen von Warschau. Die Deutschen hofften, auf diese Weise die Hauptstadtbewohner einzuschüchtern und dadurch die gewöhnlichen Bürger von der Widerstandsbewegung fernzuhalten.
Das Wirken der Okkupation wurde durch eine Welle von Straßenrazzien am 13. Oktober 1943 verstärkt, die von den Deutschen fast jeden Tag, nicht selten auch mehrmals und an unterschiedlichen Stellen veranstaltet wurden. Am 16. Oktober 1943 kam es zur ersten öffentlichen Hinrichtung auf der Straße, nämlich an der Ecke von Aleja Niepodległości und Ulica Madalińskiego. Die Namen der Opfer wurden in den Mitteilungen durch die Straßen-Megaphonen bekannt gegeben, genauso wie die Ankündigung der Hinrichtung der nächsten (namentlich genannten) Geiseln im Falle eines weiteren anti-deutschen Attentats in Warschau. Das diente dem Zweck, einen psychologischen Effekt hervorzurufen. Nach einiger Zeit wurden Megaphon-Durchsagen durch an den Mauern aufgehängte Bekanntmachungen ersetzt. Auf den Straßen von Warschau erschienen am 30. Oktober 1943 zum ersten Mal berühmte, auf rosa Papier gedruckte Plakate mit vermeintlich unbekannter Unterschrift „SS- und Polizeiführer im Distrikt Warschau“.
Massenstraßenrazzien und -hinrichtungen, bei denen Hunderte unschuldiger Menschen starben, erschütterten Warschau. Während deutsche Repressionen auf bestimmte soziale oder politische Umfelder ausgerichtet waren, wurden die Terrormaßnahmen von Franz Kutschera blindlings angewandt. Massenhaft wurden sowohl politische vom Gestapo verhaftete Gefangene als auch gewöhnliche Warschauer, die während der Straßenrazzien zufällig inhaftiert waren, ermordet. Während die Hinrichtungen auf der Straße die Aufmerksamkeit der öffentlichen Meinung auf sich zogen, hat die parallel durchgeführte geheime Vernichtung der Geiseln in den Ghettoruinen zugenommen. Vom 15. Oktober 1943 bis dem 15. Mai 1944 erschossen die Deutschen in Warschau und Umgebung etwa 5000 Menschen (jede Woche ungefähr 270–300 Personen). 3800 von ihnen starben in den Ghettoruinen. Das heißt, dass pro Person, die auf der Straße hingerichtet wurde, auch 3 bis 4 im Ghettogebiet ums Leben kamen.
In dieser Zeit wurden die Hinrichtungen in den Ghettoruinen nicht nur jeden Tag durchgeführt, sondern mehrmals am Tag. Oftmals kamen Dutzende oder sogar Hunderte von Pawiak-Gefangenen oder in den Straßenrazzien inhaftierten gewöhnlichen Warschauer ums Leben. In der Nacht vom 17. auf den 18. Oktober 1943 fand eine der größten Hinrichtungen in der Geschichte des Pawiaks statt, die einige Stunden dauerte – bis 4:00 Uhr morgens. Die nackten Häftlinge wurden in Gruppen aus dem Gefängnis herausgeführt und durch das Maschinengewehrfeuer an der ulica Pawia 36–42 und ulica Dzielna 37–42 erschossen. Etwa 600 Menschen starben dieser Nacht. Im Gefängnis verbreiteten sich Gerüchte, dass die Hinrichtung so furchtbar durchlief, dass einer der SS-Männer das nicht ertragen konnte und Selbstmord beging. Am 23. Oktober 1943 wurden 300 aus Warschauer Praga am vorigen Tag eingelieferten Geiseln in den Ghettoruinen erschossen. Die Massenhinrichtungen fanden auch am 12. und 13. November (ca. 240 und 120 Opfer), am 9. Dezember (ca. 146 Opfer, darunter 16 jüdische Frauen und ein kleines Kind), am 14. Dezember (ca. 230 Opfer), am 16. Dezember (ca. 100 Opfer), am 13. Januar 1944 (ca. 260 Opfer) und am 28. Januar (ca. 170–180 Opfer) statt.
Nach Informationen der konspirativen Einheiten im Pawiak begannen die Deutschen im November 1943 die Spuren früherer Hinrichtungen und Beweise für die während des Bestehens des Warschauer Ghettos begangenen Verbrechen zu verwischen. Die Arbeitskommandos von KL-Warschau-Gefangenen begannen unter der Aufsicht der Deutschen, Leichen aus Massengräbern zu holen, die im ehemaligen Ghetto oder auf dem jüdischen Friedhof versteckt waren. Die exhumierten Leichen wurden dann verbrannt oder mit Sprengstoff gesprengt. Laut Regina Domańska sollten die Deutschen am 17. November 1943 etwa 300 Männer in die Ruinen eines Hauses im ehemaligen Ghetto zusammentreiben und das Gebäude in die Luft sprengen.
Am 1. Februar 1944 gelang den Soldaten der Abteilung „Pegaz“ der Leitung der Sabotage (pol. Kedyw) der Polnischen Heimatarmee das Attentat auf Kutschera in der Aleje Ujazdowskie. Zur Bestrafung dieser Tat wurden die meisten Opfer von den Deutschen in den nächsten Tagen in den Ghettoruinen hingerichtet. Am 2. Februar erschossen die Deutschen 300 polnischen Geiseln, von denen 100 in der öffentlichen Hinrichtung an der Ecke der Aleje Ujazdowskie und ulica Chopina (in der Nähe des Attentatsortes) ermordet wurden und weitere 200 Personen in den Ghettoruinen starben. Die nächste Massenhinrichtungen in den Ghettoruinen fanden am 3. Februar (ca. 150 Opfer), am 10. Februar (ca. 330 Opfer) und am 15. Februar (ca. 210 Opfer, darunter 18 Frauen) statt.

## Die letzten Monate der Besatzung
Nach dem Tod von Kutschera hat der deutsche Terror gegen die Warschauer Bevölkerung deutlich nachgelassen. Die Deutschen verzichten auf die Hinrichtungen auf den Straßen, informierten nicht mehr über die Hinrichtungen von Geiseln über Megaphon-Durchsagen und Bekanntmachungen. Der Besatzer strebte danach, den Polen keine Möglichkeiten zu geben, um ihre patriotische Gefühle zu zeigen. Der Vernichtungsprozess setzte sich jedoch in den Ghettoruinen in vollem Umfang fort. Im Frühling 1944 wurden fast jeden Tag Dutzende oder sogar Hunderte von Pawiak-Häftlingen oder aus der Stadt zur Hinrichtung eingelieferte Personen erschossen. Am 22. Februar 1944 kamen in den Ghettoruinen etwa 312 Menschen ums Leben. Am 28. Februar wurden etwa 100 Pawiak-Häftlinge erschossen. Am 4. März starben weitere 84–100 Gefangenen (darunter 4 jüdische Frauen) in den Ghettoruinen und deren Leichen wurden ins Keller eines zerstörten Hauses in der ulica Nowolipie (an der Ecke der ulica Karmelicka) geworfen und in Brand gesetzt.
Einige der schwer verletzten Häftlinge verbrannten dann lebendig. Sechs Tage später wurden 40 in einem Unterschlupf in der ulica Grójecka inhaftierten Juden und einige Polen, die sie versteckten, erschossen (Mieczysław Wolski und Władysław Marczak mit seiner Familie). Unter den ermordeten war ein jüdischer Historiker Emanuel Ringelblum. Am 21. März wurden weitere 200 Menschen im Ghetto umgebracht – vor allem die Bewohner von Dörfern in der Nähe von Warschau. Bis spät in die Nacht konnte man eine Feuerschein über das Krematorium von KL Warschau sehen und den Geruch von verbrannten Körpern spüren.
Die Massenhinrichtungen in den Ghettoruinen fanden zudem statt: am 16. März (ca. 185 Opfer), am 29. März (ca. 100–150 Opfer), am 30. März (ca. 95 Opfer), am 31. März (ca. 140 Opfer, darunter ca. 60–70 aus Łowicz eingelieferten Personen), vom 6. bis 7. April (ca. 100 Opfer), am 13. April (ca. 115 Opfer), am 14. April (ca. 154–163 Opfer), am 15. April (ca. 100 Opfer), am 17. April (ca. 140 Opfer), am 26. April (ca. 110 Opfer), am 11. Mai (ca. 120–130 Opfer, darunter eine russische Frau und teilweise Juden), am 19. Mai (ca. 103 Opfer), am 20. Mai (ca. 160–200 Opfer), am 22. Mai (ca. 200 Opfer), am 27. Mai (ca. 100 Opfer), vom 5. bis 6. Juni (ca. 110 Opfer, darunter eine Frau im 7. Schwangerschaftsmonat), vom 9. bis 10. Juni (mehr als 100 Opfer). Hinzu kommen die Hinrichtungen von kleinen Gruppen von Häftlingen (oft jüdischer Herkunft), deren Anzahl der Opfer nicht zu bestimmen ist. Nach der erfolglosen Rebellion der Häftlinge der dritten Pawiak-Abteilung (in der Nacht vom 19. auf den 20. Juli 1944) wurden in den Ruinen des Ghettos auch 154 (nach anderen Quellen: 173) gescheiterte Flüchtende erschossen.
Ende Juli 1944 begannen die Deutschen das Pawiak-Gefängnis aufzulösen als sich die Ostfront annäherte. In einer großen Deportation am 30. Juli verließen Warschau mehr als 1800 Gefangenen. Früher wurden die Maßnahmen verstärkt, um die Spuren des Verbrechens in Warschau zu verwischen (u. a. wurden am 8. Juni die Ruinen eines Hauses in der ulica Nowolipki, wo die Hinrichtungen regelmäßig stattfanden, in die Luft gesprengt). Am 13. August 1944, also fast zwei Wochen nach dem Ausbruch des Warschauer Aufstandes, kam es zu der letzten Hinrichtung in den Ghettoruinen. Die Deutschen erschossen dann etwa 100 Pawiak-Häftlinge, die vor dem Beginn des Aufstandes nicht deportiert wurden. Unter der Ermordeten waren 18 Frauen, darunter zwei Neugeborene und ihre Mütter.

## Bilanz
Es ist unmöglich, die genaue Zahl der Opfer der Hinrichtungen in den Ruinen des Warschauer Ghettos zu bestimmen. Krzysztof Dunin-Wąsowicz berechnete, dass zwischen den 1. Januar 1943 und dem 31. Juli 1944 in geheimen oder öffentlichen durchgeführten Hinrichtungen in Warschau der deutsche Besatzer etwa 20.500 Menschen ermordet hat, wobei meisten von ihnen höchstwahrscheinlich in dem ehemaligen „jüdischen Wohnbezirk“ erschossen wurden. Laut Historikern des Instituts für Nationales Gedenken (Instytut Pamięci Narodowej, IPN) kamen in den Ruinen des Ghettos in den Jahren 1943–1944 etwa 20.000 Menschen ums Leben – darunter etwa 10.000 Polen. Es lässt sich jedoch schwer zu bestimmen, wie viele von den Ermordeten auch Gefangene im KL Warschau (vor allem Juden aus verschiedenen Ländern Europas) waren und wie viele Warschauer oder Bewohner der naheliegenden Ortschaften bei den Vergeltungshinrichtungen erschossen wurden. Daher ergibt die wahrscheinliche Zahl der Opfer von Morden in den Ruinen des Warschauer Ghettos mehrere Tausend. Laut der Berechnungen von Władysław Bartoszewski wurden vom 7. Mai 1943 bis zum 13. August 1944 in den Ghettoruinen etwa 9.600 Menschen ermordet. Diese Zahlen basieren hauptsächlich auf die Schätzungen der konspirativen Einheiten aus Pawiak-Gefängnis und erfassen nur diese Hinrichtungen, deren Zahl der Opfer eingeschätzt werden konnte.
In den Ruinen des Ghettos wurden unter anderem ermordet: Mikołaj Arciszewski (Journalist, Karikaturist, Leiter eines der Netze des sowjetischen Spionagedienstes in Warschau), Mieczysław Bilek (Vorsitzende der konspirativen Demokratischen Partei (Stronnictwo Demokratyczne) und ehemaliger Präsident von Gdynia), Sławomir Bittner (Pfadfinder der Rover-Stufe [podharcmistrz], Kompaniechef im Bataillon „Zośka“ der polnischen Heimatarmee), Stanisław Chudoba (Vorsitzende der Arbeiterpartei der polnischen Sozialisten [Robotnicza Partia Polskich Socjalistów; RPPS]), Tytus Czaki (einer der Organisatoren des Schützenverbandes „Strzelec“ [Związek Strzelecki], der Vorkriegs-Bürgermeister von Brest am Bug und Włocławek), Hanna Czaki (Tochter von Tytus Czaki, Pfadfinderin, Verbindungsperson und Sekretärin des Chefs der Abteilung Information des Büros für Information und Propaganda der polnischen Heimatarmee), Paweł Finder und Małgorzata Fornalska (die Vorsitzende der kommunistischen Polnischen Arbeiterpartei [Polska Partia Robotnicza]), Tadeusz Hollender (Dichter, Satiriker, Journalist), Leutnant (podporucznik) John Hörl – Deckname Frosch (Soldat der Polnischen Heimatarmee, „Cichociemny“ [deutsch die leisen Dunklen]), Gustaw Kaleński (Historiker, Archivar, pensionierter Hauptmann der polnischen Streitkräfte [Wojsko Polskie, WP]), Stefan Kapuściński (schlesischer Gewerkschafts- und politischer Aktivist), Mieczysław Kotarbiński (Maler, Grafiker), Dr. Józef Lewicki (Pädagoge, Bildungshistoriker, Dozent an der Freien Polnischen Universität [Wolna Wszechnica Polska] in Warschau), Prof. Tadeusz Pruszkowski (Maler, Kunstkritiker, Pädagoge), Emanuel Ringelblum (ein bekannter Historiker jüdischer Herkunft), Oberst Józef Rosiek (Inspektor des Warschauer AK-Gebietes), Stefan Sacha (Chef des Hauptvorstands der konspirativen Nationalen Partei).

## Die Täter
Die Verantwortung für die Durchführung von Tausende Morden in den Ruinen des Warschauer Ghettos fiel vor allem auf die SS- und Polizeiführer im Bezirk Warschau, die ihre Funktion vom Mai 1943 bis zum August 1944 ausübten. Das waren in der Reihenfolge: SS-Brigadeführer Jürgen Stroop (nach Ende des Zweiten Weltkrieges durch ein polnisches Gericht zum Tode verurteilt und am 6. März 1952 hingerichtet), SS-Brigadeführer Franz Kutschera (am 1. Februar 1944 von den Soldaten der polnischen Kedyw ermordet), SS-Oberführer Herbert Böttcher (nach Ende des Zweiten Weltkrieges durch ein polnisches Gericht zum Tode verurteilt und am 12. Juni 1950 hingerichtet) und SS-Oberführer Paul Otto Geibel (nach Ende des Zweiten Weltkrieges durch ein polnisches Gericht zu lebenslanger Haft verurteilt, im Jahre 1966 nahm er sich im Mokotów-Gefängnis das Leben).
Eine besondere Rolle bei der Vernichtungsaktion spielte jedoch ihr Untergeordneter Dr. Ludwig Hahn, Kommandeur der Sicherheitspolizei und des SD in Warschau. Es war Initiator der Idee, das Gelände der Ghettoruinen zur Vernichtung der Bevölkerung Warschaus zu verwenden und spiritus movens aller Terror- und Vernichtungsaktionen gegen die polnische und jüdische Bevölkerung Warschaus in den Jahren 1941–1944. Nach Ende des Krieges lebte er unter seinem richtigen Namen viele Jahre in Hamburg. Er wurde erst 1972 angeklagt und nach einem Jahr Gerichtsverfahren zu zwölf Jahren Freiheitsstrafe verurteilt. Das Landgericht Hamburg verurteilte ihn nach einem weiteren Revisionsverfahren zu einer lebenslangen Haftstrafe. Hahn wurde jedoch im Jahre 1983 aus der Haft entlassen und starb drei Jahre später.
Hinrichtungen in den Ghettoruinen wurden durchgeführt von:
- Polizisten der Sicherheitspolizei und des SD Warschau mit dem Sitz in der Aleja Szucha (diese Polizisten unterstanden Hahn);
- Mitglieder des Pawiak-Personals;
- Mitglieder des KL Warschau-Personals;
- Polizisten des Bataillons III/SS-Polizeiregiment 23, das unter der Führung von Major Otto Bundke stand.[Anmerkungen 3]

Zahlreiche öffentliche und geheime Hinrichtungen in Warschau wurden von SS-Obersturmführer Norbert Bergh-Trips, SS-Hauptsturmführer Paul Werner und SS-Obersturmführer Walter Witossek geleitet. Witossek leitete auch häufig die „Dreiergruppe“ von Polizisten, die massenweise Formulare mit Todesurteile gegen polnische politische Gefangene unterzeichneten, die später vom Standgericht (sąd doraźny) der Sicherheitspolizei verurteilt wurden.